# كريستيان دياز
كريستيان دياز (بالإسبانية: Cristian Fabián Díaz)‏ (18 مايو 1976 ببوينس آيرس في الأرجنتين - ) هو لاعب كرة قدم أرجنتيني في مركز الدفاع. شارك مع منتخب الأرجنتين تحت 20 سنة لكرة القدم. أما مع النوادي، فقد لعب مع أتلتيكو مدريد ب وأتلتيكو مدريد وريال سبورتينغ خيخون وسيوداد دي مورسيا ونادي إلتشي ونادي سالامانكا ونادي مالقا وأتليتكو بلاتينسي ‏ وCF Atlético Ciudad ‏ وغرناطة 74 ‏.

## وصلات خارجية
- كريستيان دياز على موقع الاتحاد الدولي (مؤرشف)  (الإنجليزية)
- كريستيان دياز على موقع قاعدة بيانات كرة القدم.إي يو (الإنجليزية)